# Pedro Chirivella
Pedro Chirivella Burgos (Valência, 23 de maio de 1997) é um futebolista espanhol que atua como volante. Atualmente, defende o Panathinaikos.

## Carreira

### Liverpool
Jogou nas categorias de base do Valencia entre 2004 e 2013, quando chegou ao Liverpool. Assinou o primeiro contrato profissional no ano seguinte, e fez sua estreia oficial em setembro de 2015, no jogo entre os Reds e o Bordeaux, pela Liga Europa.
Na FA Cup, Chirivella estreou contra o Exeter City, tendo atuado em 3 jogos. A estreia na Premier League foi contra o Swansea City, em maio. Este foi, também, o único jogo dele na competição.

#### Empréstimo ao Go Ahead Eagles
Em janeiro de 2017, o Liverpool confirmou o empréstimo de Chirivella ao Go Ahead Eagles, para dar experiência de jogo ao volante, que fez sua estreia contra o AZ Alkmaar. Seu primeiro gol como profissional foi no empate em 1 a 1 contra o SBV Excelsior.

##### Empréstimo ao Extremadura
Em janeiro de 2019, Chirivella assinou por empréstimo com o Extremadura, naquela que seria a primeira experiência profissional do jogador no futebol espanhol. Porém, o volante não chegou a defender o clube em jogos oficiais, uma vez que as documentações de sua ida aos Azulgranas chegaram depois do prazo final de registro. De volta ao Liverpool, foi inscrito pelos Reds como um dos 25 atletas registrados para a temporada 2019–20. Após 3 anos e 4 meses de sua primeira partida oficial pelo clube, Chirivella entrou em campo contra o Milton Keynes Dons, em jogo válido pela Copa da Liga Inglesa. Sua participação, no entanto, quase rendeu a eliminação dos Reds da competição justamente por não ter o certificado internacional de transferências - o Liverpool foi multado em 200 mil libras pela FA. Chirivella foi também o capitão da equipe alternativa que disputou a partida contra o  Aston Villa, uma vez que o time principal disputava o Mundial de Clubes realizado no Catar. Os Villans venceram por 5 a 0.
Após o término de seu contrato com os Reds, o volante assinou sem custos com o Nantes.

### Panathinaikos
Em 29 de junho de 2025, Chirivella foi anunciado como novo reforço do Panathinaikos, da Grécia.

## Carreira internacional
Entre 2012 e 2014, disputou 15 partidas pela Seleção Espanhola sub-17, marcando 2 gols.